# Coluzea
Coluzea is een geslacht van weekdieren uit de klasse van de Gastropoda (slakken).

## Soorten
- Coluzea aapta Harasewych, 1986
- Coluzea altocanalis Dell, 1956
- Coluzea angularis (Barnard, 1959)
- Coluzea berthae (Monsecour & Kreipl, 2003)
- Coluzea bimurata Darragh, 1987
- Coluzea canaliculatum (Martens, 1901)
- Coluzea cingulata (Martens, 1901)
- Coluzea climacota (Suter, 1917) †
- Coluzea dentata (Hutton, 1877) †
- Coluzea distephanotis (Melvill, 1891)
- Coluzea eastwoodae (Kilburn, 1971)
- Coluzea faceta Harasewych, 1991
- Coluzea gomphos Harasewych, 1986
- Coluzea groschi Harasewych & Fraussen, 2001
- Coluzea icarus Harasewych, 1986
- Coluzea juliae Harasewych, 1989
- Coluzea kallistropha Harasewych, 2004
- Coluzea kiosk Finlay, 1930 †
- Coluzea liriope Harasewych, 1986
- Coluzea macrior Finlay, 1930 †
- Coluzea madagascarensis Harasewych, 2004
- Coluzea maoria (P. Marshall & R. Murdoch, 1919) †
- Coluzea mariae Powell, 1952
- Coluzea naxa Harasewych, 2004
- Coluzea paucispinosa Finlay, 1930 †
- Coluzea radialis (Watson, 1882)
- Coluzea rosadoi Bozzetti, 2006
- Coluzea rotunda (Barnard, 1959)
- Coluzea spectabilis Powell, 1931 †
- Coluzea spiralis (A. Adams, 1856)
- Coluzea wormaldi (Powell, 1971)